# Canillas de Río Tuerto
Canillas de Río Tuerto è un comune spagnolo di 57 abitanti situato nella comunità autonoma di La Rioja.